# Arpinge
Arpinge est un hameau situé dans le district de Folkestone and Hythe entre les villages de Paddlesworth et Newington.Le hameau est au Nord-Ouest de Folkestone dans le Kent.

## Origine du nom
Le nom provient probablement du vieil anglais «eorpa» (peau foncée (personne)) et "Inge" (un règlement).

## Vie du hameau
Il n'y a pas d'église car elle relève de la paroisse ecclésiastique de Newington-next-Hythe. Il n'y a pas de commerce et le pub le plus proche est le Cat and Custard Pot dans le village de Paddlesworth. Il est composé de trois fermes de travail, trois ont été convertis pour un usage résidentiel et de quatre autres maisons.

## Transports

### Routes
L'autoroute M20 se situe au Sud de Arpinge, qui devient la route A20.

### Trains
Il n'y a aucun train qui passe directement par Arpinge. Les gares les plus proches sont :
- Gare de l'Ouest
- Gare Centrale